# Gnamptogenys lavra
Gnamptogenys lavra is een mierensoort uit de onderfamilie van de Ectatomminae. De wetenschappelijke naam van de soort is voor het eerst geldig gepubliceerd in 2002 door Lattke.